# Van der Laan & Woe
Van der Laan & Woe (voorheen Geen Familie) is een Nederlands cabaretduo bestaande uit Niels van der Laan en Jeroen Woe. Met hun satirische programma Even tot hier wonnen zij in 2022 de Gouden Televizier-Ring.

## Carrière
Ze leerden elkaar kennen op de Academie voor Kleinkunst in Amsterdam, waar ze in 2004 afstudeerden. In 2005 wonnen ze de Wim Sonneveldprijs op het Amsterdams Kleinkunst Festival, en eerder in 2004 de Residentieprijs voor meestbelovende theatermakers op het festival Theater Aan Zee in Oostende, België. In 2014 won de door Woe geregisseerde voorstelling Schettino! van Erik van Muiswinkel de Poelifinario.
Van der Laan en Woe zijn werkzaam als docent aan de Amsterdamse Toneelschool en Kleinkunstacademie en als regisseurs en schrijvers van diverse theaterprojecten. Ze waren voormalige deelnemers aan het VARA-radioprogramma Spijkers met koppen. In 2010 en 2012 werkte het duo mee aan de oudejaarsconference van de VARA, met verder Mike en Thomas, Erik van Muiswinkel, Sanne Wallis de Vries en Ronald Goedemondt.  
In de jaren 2006-2008 traden zij op met hun cabaretprogramma Ctrl+Alt+Del. In 2007 ging hun eerste avondvullende voorstelling in première. Hun derde programma, Superlatief, werd bekroond met de Neerlands Hoop 2011. Hun vierde programma, Buutvrij, werd genomineerd voor de Poelifinario, de prijs voor de beste cabaretvoorstelling van het jaar. Van der Laan en Woe maken deel uit van zangformatie Stanley en de Menzo's. Niels van der Laan was van 2011 tot en met 2015 verslaggever bij televisieprogramma Rambam. Hij was ook te zien in het kinderprogramma Studio Snugger van Thomas van Luyn, waarin ook Jeroen Woe te zien was. 
Naast hun optredens presenteerden Van der Laan en Woe met Rob Urgert en Joep van Deudekom een satirische nieuwsquiz in het tv-programma PAU!L (later Langs de Leeuw) van Paul de Leeuw. In 2013 werd het programmaonderdeel een zelfstandig programma met de titel De Kwis. In maart 2018 werd aangekondigd dat dit programma na ruim 7 jaar en 10 seizoenen ten einde kwam. De reden hiervoor is voornamelijk ontstaan doordat Joep van Deudekom en Rob Urgert verder wilden met nieuwe formats bedenken. Woe en Van der Laan hadden graag door willen gaan en gaven aan met een vergelijkbaar programma terug op de buis te willen komen.
Bijna een jaar na het stoppen van De Kwis kwamen zij met een nieuw programma, genaamd Even tot hier, waarin zij hun muzikaliteit en humor weer loslaten op de actualiteit. Hiervoor werden ze in 2022 beloond met de gouden Televizierring en in 2023 met een Ere Zilveren Nipkowschijf. Even tot hier kenmerkt zich door de muzikale parodieën (in de eerste twee seizoenen een hele musical), een lied dat in 1 minuut een ingewikkeld onderwerp uitlegt, vragen aan het publiek en een muzikale gast die zijn of haar hit vertolkt met een door Van der Laan en Woe herschreven tekst.
Hun vijfde theatervoorstelling heette Alles eromheen en hun zesde avondvullende voorstelling Pesetas. Hun voorstellingen zijn een aaneenschakeling van absurdistische scènes, acts en liedjes, die uiteindelijk samenkomen tot een verhaal. Niels van der Laan en Jeroen Woe toeren vanaf 2022 door het land met hun zevende avondvullende theatervoorstelling: NG. 

## Cabaretprogramma's
- 2006-2008: Ctrl+Alt+Del
- 2008-2010: Help ons
- 2010-2011: Een onvergetelijke kerst met Stanley en de Menzo's
- 2010-2012: Superlatief
- 2012-2014: Buutvrij
- 2014-2016, 2018, 2019: Kerst, Kerster, Kerstst met Stanley en de Menzo's
- 2014-2016: Alles eromheen
- 2017-2020: Pesetas
- 2018: Kwisconcert
- 2022-2024: NG

## Televisie & radio
- Spijkers met koppen (2004–2012)
- Gedoog Hoop en Liefde (oudejaarsconference 2010)
- De Kwis als onderdeel van PAU!L (2011–2012)
- De Kwis als onderdeel van Langs de Leeuw (2012–2013)
- Het Eerlijke Verhaal (oudejaarsconference 2012)
- What's The Right Thing To Do (2017)
- De Kwis (2013–2018)
- Even tot hier (2019-heden)
- De Nationale Non Nieuwsquiz (2019)